# Piuro
Piuro est une commune italienne de la province de Sondrio, dans la région Lombardie.

## Géographie

### Hydrographie
Le Reno di Lei est un sous-affluent du Rhin.

### Hameaux
Savogno

## Histoire
Plurs ou Piuro a été bâtie sur les ruines de Belfort, petite ville détruite par une avalanche. Le nouveau village prend le nom de Plurs, ou village de la Douleur. Villégiature prisée pendant la saison chaude pour sa beauté, salubrité et fertilité et, dit-on, pour « la douceur de son gouvernement », de nombreux visiteurs des provinces voisines y font ériger des demeures parfois fort belles, comme l'hôtel des Franken et d'autres châteaux. La ville fait le commerce de soieries : environ 20 000 livres-poids de soies y sont fabriquées annuellement
Un fort tremblement de terre dans la nuit du 4 au 5 septembre 1618 détruit Plurs entièrement, ainsi que le village voisin Schilano.

## Administration
| Période                                  | Période | Identité | Étiquette | Qualité |
| ---------------------------------------- | ------- | -------- | --------- | ------- |
|                                          |         |          |           |         |
| Les données manquantes sont à compléter. |         |          |           |         |